# Le Foyer en péril
Pour plus de détails, voir Fiche technique et Distribution.
Le Foyer en péril (titre original : What's Wrong with the Women?) est un film muet américain réalisé par Roy William Neill et sorti en 1922.

## Synopsis
Des hommes essayent de comprendre les femmes dans leur vie.

## Fiche technique
- Titre original : What's Wrong with the Women?
- Réalisation : Roy William Neill
- Scénario : Daniel Carson Goodman
- Producteur : 	Daniel Carson Goodman
- Photographie : George J. Folsey
- Distributeur : 	Equity Pictures
- Durée : 70 minutes
- Date de sortie : 12 septembre 1922

## Distribution

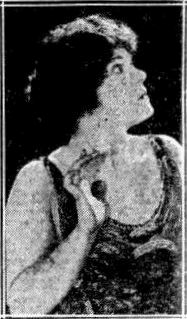
Barbara Castleton.

- Wilton Lackaye : James Bascom
- Constance Bennett : Elise Bascom
- Montagu Love : Arthur Belden
- Julia Swayne Gordon : Mrs. Bascom
- Barbara Castleton : Janet Lee
- Rod La Rocque : Jack Lee
- Huntley Gordon : Loyd Watson
- Paul McAllister : John Mathews
- Mrs. Oscar Hammerstein : un ami
- Mrs. De Wolf Hopper : Mrs. Neer
- Helen Rowland : Baby Helen Lee